# Eind (Son en Breugel)
Eind is een buurtschap  in de gemeente Son en Breugel in de Nederlandse provincie Noord-Brabant. Het ligt even ten oosten van het dorp Breugel.
Dorpen: Son · Breugel

Buurtschappen: Driehoek · Eind · Hooidonk (deels) · Houtens · Keske · Olen (deels) · Sonniuswijk · Stad van Gerwen (deels) · Wolfswinkel

Noord-Brabant: Steden en dorpen      Nederland: Provincies · Gemeenten